# Америчка Самоа на Светском првенству у атлетици на отвореном 2013.
Америчка Самоа је учествовала на 14. Светском првенству у атлетици на отвореном 2013. одржаном у Москви од 10. до 18. августа једанаести пут, односно није учествовала 1983. и 1997. године. Репрезентацију Америчке Самое представљао је један такмичар који се такмичио у трци на 100 метара.,
На овом првенству Америчка Самоа није освојила ниједну медаљу. Није било новог националног рекорда већ само лични рекорд.

## Учесници
Мушкарци:
- Faresa Kapisi — Трка на 100 метара

## Резултати

### Мушкарци
| Атлетичар     | Дисциплина | Лични рекорд | Предтакмичење | Предтакмичење | Квалификације        | Квалификације        | Полуфинале           | Полуфинале           | Финале               | Финале  | Детаљи |
| Атлетичар     | Дисциплина | Лични рекорд | Резултат      | Место         | Резултат             | Место                | Резултат             | Место                | Резултат             | Место   | Детаљи |
| ------------- | ---------- | ------------ | ------------- | ------------- | -------------------- | -------------------- | -------------------- | -------------------- | -------------------- | ------- | ------ |
| Faresa Kapisi | 100 м      | 11,47        | 11,21 ЛР      | 4. у гр. 1    | Није се квалификовао | Није се квалификовао | Није се квалификовао | Није се квалификовао | Није се квалификовао | 65 / 75 |        |